# Diecismo
Diecismo è un termine raro e precipuamente tecnico usato in ambito storiografico per indicare l'operazione, imposta da una realtà egemone, di "smembramento" di una città sottoposta o conquistata, che sortiva dunque gli effetti contrari alla pratica del sinecismo. Si trattava di un estremo provvedimento punitivo che decretava la fine politica della vita di una comunità e la perdita dei diritti civili di quest'ultima, tuttavia poteva anche essere un modo per creare una moltitudine di differenti città-Stato o di centri satellite resi indipendenti da un capoluogo. In sostanza, il diecismo fu una realtà principalmente greca che costituiva una statuizione politico-amministrativa straordinaria al fine di terminare l'esistenza unica e autonoma di una polis, anche se misure simili furono adottate pure in altri luoghi e momenti storici.

## Etimologia
La parola, di chiara origine greca e già attestata negli scritti degli autori antichi, è scritta in originale διοικισμός (termine derivato da un precedente διά-οικισμός, traslitterato come dià-oikismòs) e vuol dire letteralmente "allontanamento del/dalle case" (οἶκος è casa in greco); il suo naturale opposto è il sinecismo, in originale συνοικισμός (σύν-οικισμός è il composto e syn-oikismòs la traslitterazione) e significante "aggregazione delle case". Il verbo radicale di διοικισμός è διοικέω, dai numerosi significati - tra cui "governo separatamente" - e correlato a συνοικέω, cioè "coabito". Dal momento che la parola italiana è una voce dotta non direttamente recuperata da quella greca, il suo diretto antecedente è da ricercarsi nel termine tardo-latino diœcismus, ricalcato sul più frequente e noto synœcismus.

## Casi storici di diecismo
Un particolare e famoso esempio è costituito dal diecismo di Mantinea ad opera di Sparta a seguito della Pace di Antalcida, poi comunque annullato nel 370 a.C.. Altro intervento di diecismo fu riservato alle città della Focide in seguito alle dure condizioni di pace imposte ai Focesi dopo la sconfitta patita nella terza guerra sacra nel 346 a.C.

## Modalità
Questo processo poteva manifestarsi in diversi modi e in vari contesti. Un esempio è il caso dell'insediamento di nuove comunità indipendenti all'interno del territorio di Costantinopoli su terreni abbandonati a causa di una diminuzione della popolazione, mentre un altro caso è la riduzione territoriale di Salonicco, con i suoi quartieri fuori le mura della città ceduti a causa dell'occupazione delle campagne da parte dei Turchi e ripopolati di coloni, rifugiati e prigionieri di guerra. 